# Чудо святого доминиканца (картина Гварди)
«Чудо святого доминиканца» или «Чудо св. Гиацинта» (итал. Miracolo di un santo domenicano) — картина итальянского живописца Франческо Гварди (1712–1793), представителя венецианской школы. Создана в 1763 году. С 1931 года хранится в коллекции Музея истории искусств в Вене (инв. №GG 6811).
Картина была выполнена для часовни св. Доминика церкви св. Петра-мученика на острове Мурано в Венеции и до 1807 года находилась там; с 1825 года сохранялась в Сан-Джованни-Еванджелиста в Венеции; потом попала к Даниэле Полакко в Венецию, а затем к графу Андраши в Будапешт. В 1931 году приобретена Музеем истории искусств в Вене при содействии друзей музея.
На картине изображено одно из многочисленных чудес, которые приписываются доминиканском святому, вероятно св. Гиацинту, то есть Яцеку Одровонжу (1183/85–1257), который спас из воды монахов, упавших с моста, разрушившегося во время разлива Днепра. Используя почти импрессионистический стиль, художник решительными мазками изобразил персонажей и пустынный пейзаж. Как в своих ведутах, Гварди расстался с документальной точностью, создав картину вне времени и пространства, где фигуры, будто потеряли плоть и приобрели световую вибрацию. Небо и вода простираются до соединения друг с другом, и полотно передаёт ощущение бесконечности.